# 動物の権利

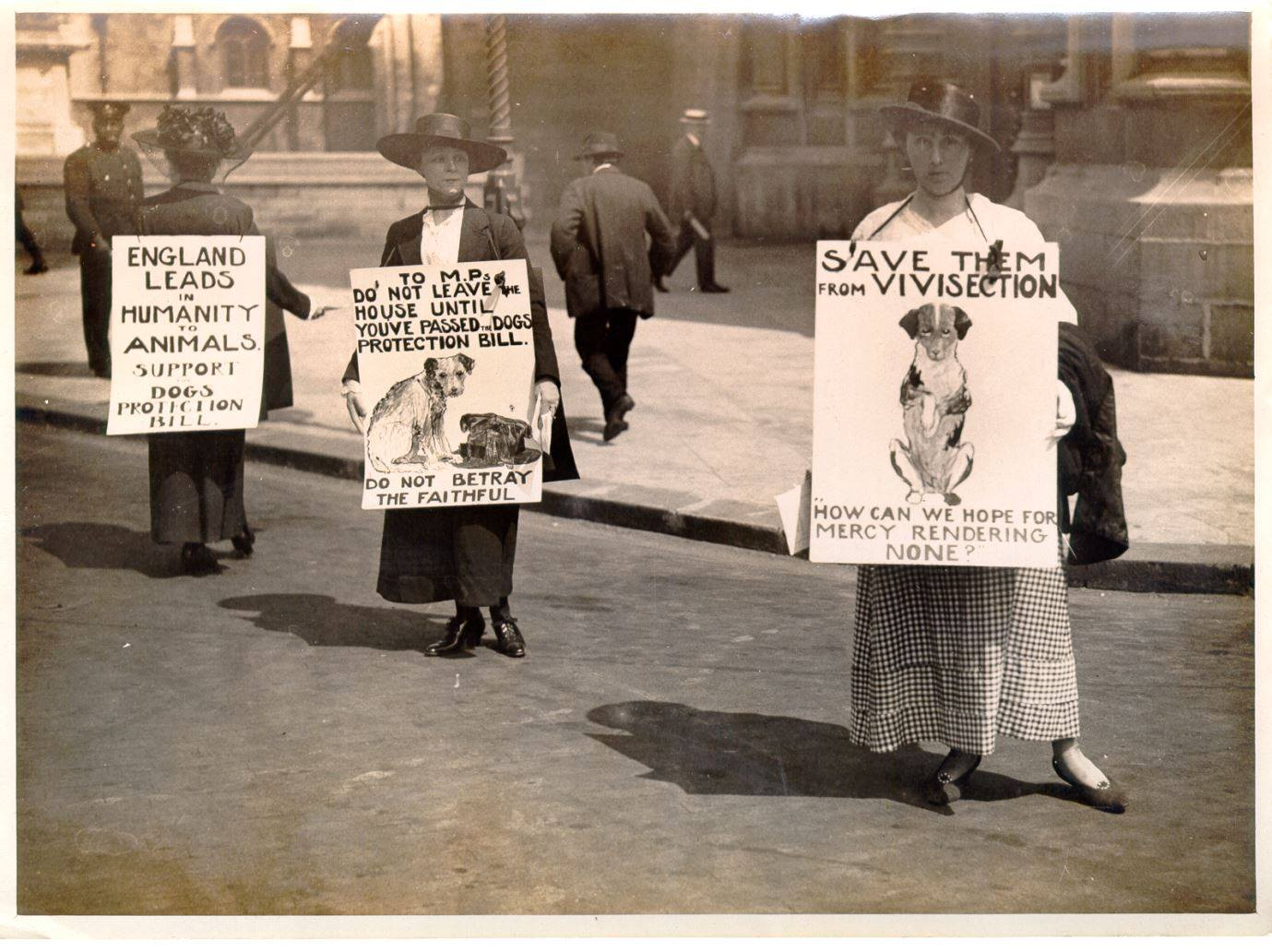
動物実験に反対する人たち。1903年撮影

動物の権利（どうぶつのけんり、アニマル・ライツ、英: animal rights）とは、多くの動物、あるいは感覚を持つ全ての動物が、人間にとっての有用性とは無関係に道徳的価値を持ち、その最も基本的な利益（苦しみを避けることなど）は、人間同様に配慮されるべきであるという哲学である。 人権（human rights）思想の元となった自然権（natural rights）思想の発想・概念を、他の動物へと拡張・適用したもの。単に動物権（どうぶつけん）とも。大まかにいうと、特に一般的な言説においては、「動物保護」または「動物の解放」の同意語としてしばしば使われる。より狭義には、多くの動物が個として尊重された扱いを受ける基本的な権利、すなわち生命、自由、虐待から解放される権利であり、この権利は集合的な福祉のために覆されることはないという考えを指す。

## 概論
なぜ権利が人間だけのものであるかということは、伝統的には考えられてこなかった。人間であること自体が根拠であった。
動物の権利運動は、ピーター・シンガーが1975年に出版した『動物の解放』をきっかけに世界中に広まっていった。シンガーはその著書の中で、動物は苦痛を感じる能力に応じて人間と同様の配慮を受けるべき存在であり、種が異なることを根拠に差別を容認するのは種差別にあたるとした。功利主義の立場に立つシンガーは利益に対する平等な配慮という原則を強調しつつ、「財産とされない基本権を動物に認めることは、動物の利益に道徳的な重要性を持たせる必要条件ではない」と主張し、動物の持つ権利概念は認めない立場を取った。なお、1978年にシンガーは「動物が持っている唯一の権利は、平等な思いやりを受ける『権利』である。」と述べている。
それに対し、義務論的な意味で「動物の権利」という概念を前面に打ち出したのが、トム・リーガンが1983年に出版した The Case for Animal Rights である。
動物の権利運動家の多くは、この運動が性差別や人種差別に反対する運動の延長線上にあると考えている。アメリカ最初の奴隷制度廃止論者の一人であるベンジャミン・レイは、動物の倫理的扱いに関心を持ち、最初の倫理的ベジタリアンの一人でもあった。また英国の奴隷制度廃止論者は最初の動物虐待法の制定を推進した。人種差別のみ批判し、種差別を批判しないのは、論理一貫していないと活動家は指摘する。
ゲイリー・フランシオンなど動物の権利を支持する者は、商業畜産や動物実験、狩猟等、動物を搾取し苦しめる行為を全面的に廃止するべきだと訴え、人々にヴィーガニズムの実践を呼びかけている。
現代の代表的な倫理学者で動物の問題について発言している人はほぼ例外なく動物が直接の配慮の対象になるべきだという立場である。
「倫理判断は普遍化可能である」「遺伝的差異自体は差別をする理由にはならない」「動物も人間と同じように苦しむ」「認知能力や契約能力等、動物と人間を区別する道徳的に重要な違いとされている違いは人間同士の間にも存在する（すなわち、限界事例の人達が存在する）」「限界事例の人達にも人権があり、危害を加えてはならない」、これらの組み合わせから容易に「動物にも『人権』があり、危害を加えてはならない」という結論が導ける。
権利は法律で定められていなくても道徳的に認められる場合があり、この道徳的権利は法的権利に対し指針を与える。

## 概念の歴史
今日の動物の権利に関する議論は、最も初期の哲学者たちまでさかのぼることが可能であろう。紀元前6世紀のギリシアの哲学者であり数学者でもあったピュタゴラスは輪廻転生を信じていたため、動物に敬意を払うように主張した。一方、同じアテナイ人であるアリストテレスは紀元前4世紀の著作の中で、動物は理性を持たないため自身の権利はなく人間の利益のためにだけ存在しているとし、存在の偉大なる連鎖―あるいは自然の階梯 (scala naturae) ―の中で人間よりもはるか下方に位置すると論じた。
17世紀、フランスの哲学者ルネ・デカルト (1596–1650) は『方法序説』(1637) において、動物は精神を持たず考える事も苦痛を感じる事もないため、動物に対してどんなにひどい扱いをしようが間違いであることはあり得ないと主張した。これに対し同じフランス人のジャン＝ジャック・ルソー (1712–1778) は、『人間不平等起源論』 (1754) の序文で次の様に論じた：人間は「知性と自立した意思を欠いた存在」でこそないものの、出発点は動物である。さらには動物は感覚を持つ存在であるため、「自然権を持つものに含まれるべきであり、人間は動物に対して責務を負っている」、とりわけ「無益に虐待されることのない権利を有するものである」
ルソーと同時代には、ジョン・オズワルド (1730?-1793) がいる。The Cry of Nature or an Appeal to Mercy and Justice on Behalf of the Persecuted Animals の中で彼は次の様に論じた：人間は生まれつき慈悲と思いやりの心を備えている。もし自分が食べる動物が死ぬのを見なければならないとしたら、菜食主義者になる人は今よりはるかに増えるだろう。しかしながら分業が発達したために、近代の人間は生まれつきの思いやりの心を起こさせることなく肉を食べられるようになる一方で、残忍な行いに慣れていった。
ドイツの哲学者であるイマニュエル・カント (1724–1804) は、人間が動物に対して責務を負うという考えを否定した。カントは、動物は人格ではなく物であり単なる手段として使ってかまわない。ただし、動物を残虐に扱う習慣は、他の人間に対しても冷酷にふるまう行動につながってしまうため慎むべきであるとした。
18世紀後期、近代功利主義の創始者でイギリスの哲学者、ジェレミ・ベンサム (1748–1832) は動物の苦痛は人間の苦痛と同じくらい確かで類似したものであるとし、「人間以外の動物が専制政治の手によってしか奪うことのできない様な権利を手にする日がいつか来ることであろう」と述べた。彼は、理性があるかどうかではなく、苦しむかどうかということこそが、我々が人間以外の存在を扱う際の基準であるべきだと主張し、もし理性的能力が基準となるのであれば、赤ん坊や障害者などを含む多くの人間が物の様に扱われることにならなければならないと論じ以下の有名な一節を残している。
19世紀にアルトゥル・ショーペンハウアー (1788-1860) は、動物は理性的能力が欠けているにもかかわらず、人間と同じ本質を有すると述べた。彼は菜食主義を必要以上のものと見なしたが、動物に道徳的配慮がなされるべきだと論じ、動物実験に反対した。彼が著したカントの倫理的価値観に対する評論においては、カントの道徳体系から動物が除外されていることを批判した、長くてしばしば激烈な議論が見られる。その中には以下の有名な一節も含まれる：「太陽を見るすべての目の完全な調和を見ようとしない道徳など呪うべきものである」
1859年、ダーウィンが「種の起源」を出版し、動物も人も共通の祖先をもち、動物と人とは連続しているという説を示した。それまでは、神が自分に似せて人間を作り、その他の動物も神が創造したと信じられてきたため、神の創造を否定したこの衝撃は大きかった。進化の歴史やの歴史や生命のあり方を見ても人と動物の境界を定めることはできない。つまり、人と区別を付けられない動物の権利を認めないわけにはいかない。「種の起源」が動物の権利の歴史に寄与した意義は大きかったといえる。
イギリスの社会改革者、ヘンリー・ソルト (1851–1939) が1892年に出版した大きな影響力を持った著書 Animals' Rights: Considered in Relation to Social Progress の中では動物の権利の概念が主題として扱われている。彼はこの本を出版する前年にスポーツとしての狩猟を禁止することを目的とした、人道主義同盟 (Humanitarian League) を設立している。
ナチス・ドイツにおける新政権が最初に立法化した法律のひとつは動物の権利に関する法律である。しかし、ロベルタ・カレチョフスキー などの作家はナチスが動物実験の存続を許していたと反論している。カレチョフスキーはナチスの反動物実験法を検証した『ランセット』の記事を引用し、この法律は動物実験を規制はするものの廃止はしなかった、1875年に制定されたイギリスの法律と何ら変わりはないと結論づけた。
注）当項目は en:Animal rights 16:41, 2 October 2006 の翻訳に基づく。
2013年、西部邁（元東京大学教授）は哺乳類の動物の意識について次のように述べた。

## 現代の運動の歴史
現代の動物の権利運動の始まりは1970年代初期にさかのぼることができる。この社会運動は哲学者によって生み出され、現在もなお最前線で続いているものとして、珍しい例の一つとなっている。
1970年代初頭、オックスフォード大学の哲学者のグループが、人間以外の動物の道徳的地位は、必然的に人間の道徳的地位に劣るものであるのかどうかを検討しはじめた。このグループの中の一人に、1970年に種差別という言葉を作り出した、心理学者のリチャード・D・ライダーがいた。彼はこの言葉を、個人的に印刷したパンフレットの中で、ある特定の種（人類）であることを根拠に、自分たちの利益を他の動物の利益に優先させる態度を説明するため、初めて使用した。
ライダーは、ロズリンド&スタンリー・ゴドロヴィッチとジョン・ハリスが編集し、1972年に出版された重要な本、Animals, Men and Morals: An Inquiry into the Maltreatment of Non-humans（「動物・人間と道徳、人間以外のものに対する虐待の研究」）の寄稿者となった。現在、プリンストン大学 Human Values センターの生命倫理学教授であるピーター・シンガーは New York Review of Books でこの本を批評し、功利主義を土台にして基本的な議論をおしすすめた。その延長としてシンガーにより1975年『動物の解放』が書かれた。この本はしばしば動物の権利運動におけるバイブルとして取り上げられる。
1980年代、1990年代になると運動には、神学者、法律家、医師、心理学者、精神科医、獣医師、病理学者、そしてかつて動物実験にたずさわっていた人など多様な学者や専門家の人々も加わるようになっていった。
現在、欧米の大学の哲学や応用倫理学の課程で動物の権利が取り上げられることは、普通のこととなった。2011年時点で、アメリカとカナダの135のロー・スクールにおいて、動物の権利や保護に関する法律 (animal law) が教えられている。トロント在住の法律家である、クレイトン・ルビーは、2008年に「動物の権利運動は25年前に同性愛者の権利運動がいた段階にまで到達した」と述べている。
その他の運動の草分けとなったとされる本には以下のものがあげられる：
- トム・レーガン The Case for Animal Rights (1983)
- ジェイムズ・レイチェル Created from Animals: The Moral Implications of Darwinism (1990)
- ゲイリー・フランシオン Rain Without Thunder: The Ideology of the Animal Rights Movement (1996)
- スティーヴン・M・ワイズ Rattling the Cage: Toward Legal Rights for Animals (2000)
- ジュリアン・H・フランクリン Animal Rights and Moral Philosophy (2005)

注）当項目の初期稿は en:Animal rights 00:28, 15 October 2006 より翻訳。
動物の権利運動の難しさは、個人の生き方を左右することや、道徳的に動物を低く捉えてきた西洋文化の伝統が重いこと、強力な既得権益があること等が指摘されている。

### 過激派の出現
1976年には、動物解放戦線 (ALF) が結成され、動物を利用する人に破壊活動を行い、落書きのようないたずらから、脅迫電話、放火や毛皮工場への焼夷弾の投下等の過激な活動も起こっている。
ガーディアンは、300-400人のメンバーがいるとし、エコテロリストのハンドブック『90年代へ』を所持しているならALFを名乗っていいとされる。
1990年代に入ると、活動家たちは動物実験を行う・実験用動物を販売する企業を攻撃対象の中心とした。攻撃対象となった企業は警備を強化するなどの対策をとったが、活動家達は攻撃を行う対象を直接の企業ではなく取引のある企業に対する抗議活動を行う手法を採用した。
狙撃や爆弾の送付により、当事者の殺害が行われることもあった。また、活動には無関係な一般人も巻き込まれるケースもあり、爆弾の設置など先鋭化した運動に関してFBIを始めとする捜査機関ではテロ行為として捜査を行っている（エコファシズムも参照）。
動物の権利を支持する人々の間では、非合法な活動を市民的不服従として容認すべきかどうか議論が分かれている。ただし暴力行為までをも容認する人はほとんどおらず、先鋭化した過激派は、動物の権利の支持者からも孤立した状態になっている。

## 動物に関する科学的知見
古代ギリシャの哲学者アリストテレスは、動物に心があると主張している。
18世紀になると、特にイギリスで、神経系の研究による人間と高等動物の類似性が発見され、苦痛についての生理学的な推測によって、人間と動物は近い関係にあるという認識が育まれた。
19世紀、ダーウィンが種の起源を著し、動物は人間と同じ共通祖先を持ち、動物と人間は連続しているという説を示した。また、動物にも心があるとしている。
しかしながら、近年まで科学界は動物が意識を持つという考えに否定的であった。流れが変わったのは21世紀に入ってからで、2012年に神経科学者らはヒト以外の動物も意識を持つことを認めるケンブリッジ宣言を発表した。

## アメリカ公衆衛生局
アメリカ公衆衛生局は、反証がない限り、人間に苦痛を与える処置が他の動物にも苦痛を与えると想定しなければならないとし、動物に情感があることを認める。

## ドナルドソン、キムリッカ
動物は多くの感情を持ち、共感、信頼、利他行動、互酬性、フェアプレー感覚等の道徳的行動をみせるという指摘がある。
例えば、スー・ドナルドソンとウィル・キムリッカは著書(『人と動物の政治共同体』)の中で、オマキザルは代用貨幣と食物の交換において、他の個体よりも不利な交換条件を拒む、不公平の嫌悪が見られる。イヌやオオカミ等は遊びを通じて、互酬性と公正性の社会規範を教えられると述べている。

## 種差別
種差別とはヒトとそれ以外の動物を種が違う事を根拠に差別することである。一般的に、差別がなぜ悪いのかといえば、合理性がないからである。種差別の考えは普遍化可能性の議論が関係する。ピーター・シンガーとコリン・マッギンは種差別の議論を「勝利をおさめた議論」と呼ぶ。この30年間、種差別を支持する筋の通った理論が生み出せずにいることは、そういった理論はないことを高確率で示している、とピーター・シンガーは述べる。道徳的に生きる人にとって、動物に対してだけ不道徳になる理由はないため、やがて種差別は解消されるという指摘がある。種であることを権利の根拠にすれば種差別となるため、種差別を避けるためには、個体で判断する、道徳的個体主義を受け入れる必要がある。

### 人間と動物の差別化の試み
種差別をしないで人間のみに権利を認めるためには、人間のみに存在する性質を指摘しなければならないが、これは限界事例の問題もあり、人間の性質はことごとく動物にも共有されていた。人間の尊厳から人権だけを尊重するのは、自画自賛で意味がないという批判がある。人間の尊厳の源泉についてロルフ・ギンタースは、「動物と違ってすべての人間は道義的である」としており、ロバート・シュペーマンは「人間の尊厳は、客観的で公正な正義にまで自分を高められること」としているが、これらの論に対し利己的な人間には尊厳がないことになるという批判がある。ギュンター・パツィヒは「わたしのニーズが実現するのにふさわしいと思うなら、自分と同様のニーズを持つすべての人もそうであると認めることが、理性の原理で定められた定義である。またその際に、わたしの行動はすべての生物に平等でなければならないため、人間だけに制限するのは正当ではない。」と述べた。

### 平等の原理
平等の原理とは、人間と動物を全く同じように扱うべきだと述べているわけではなく、同じだけ個性を尊重すべきという意味であり、人間と動物が同じものを必要とした時に、どちらのニーズも平等に尊重されるべきだというもの。教育の質などに差を出す人種差別は人種間でも同じニーズがあることを認めておらず、平等の原理に反し、性別によって教育や仕事を分ける性差別も女性のニーズを認めておらず、平等の原理に反し、種によって生存欲求や悲しみたくないといったニーズを無視する種差別も平等の原理に反する。

## 動物福祉との違い
18世紀以降、家畜の福祉に対する人々の関心が高まった。可能な福祉の尺度には、長寿、行動、生理現象、生殖、病気からの自由、免疫抑制からの自由などがある。動物福祉のための基準と法律は、広く西欧世界で最も広く支持されている立場に沿って世界的に作られてきた。それは功利主義の一形態である。すなわち、人間が人間以外の動物を使用することは道徳的に許容されるが、ただし不必要な苦痛が生じないことと、人間への利益が家畜への利益を上回ることである。これに対し動物の権利とは、動物には権利があり、財産とみなされるべきではなく、使用する必要もなく、人間によって使用されるべきではないというものである。
動物の権利運動から見た従来の動物愛護や動物の福祉 (Animal Welfare) の考え方は、動物になるべく苦しみを与えるべきではないと言う点では共通するものの、人間による動物からの搾取を否定していない点で、動物の権利の考え方とは根本的に異なると見なされている。動物の権利論者からは、動物の福祉は動物への搾取は減りつつあるという間違った印象を与え、市民の道徳的不安を和らげる術を与えるとともに、動物からの搾取を正当化しかねないという批判がある。また、動物福祉の徹底をしても、屠殺は動物の信頼に対する裏切りになるという指摘がある。

## 動物の権利論
動物の権利に関する哲学的根拠としては、基本的に二つの考え方がある。ピーター・シンガーに代表される功利主義とトム・レーガンに代表される権利論である。シンガーは一般には現代における動物の権利運動の創始者にして代表的な論者とみなされているが、彼自身は自己の主張において権利という言葉や考え方を使っているわけではない。レーガンらの動物の権利論と、シンガーらの功利主義的アプローチを区別する場合、後者を動物の解放論と呼ぶ場合もある。
オスカー・オルタは、野生動物も飢餓や病気、怪我や食物連鎖などにより苦しむので、野生動物の苦しみも解決すべきだと言っている。そしてオルタは、ヒトは一般的に、自然で苦しんでいるヒトがいれば助けるが、それなのに野生動物の苦しみを無視するのは種差別にあたるとしている。

### 功利主義
シンガーの主張は、最大幸福や平等な配慮という功利主義の原則は動物に対してもあてはまるというものである。人間ではないという理由でそうした原則が適用されないという見解は、「種差別」にあたるとしてしりぞけられる。ある生き物が配慮の対象になる基準は、功利主義者のベンサムが、「問題は、理性があるか、話す事ができるか、ということではなく、苦痛を感じるということである」と述べているように、痛みや苦しみを感じる存在 (sentient being) であるかどうかという点になる。どこまでがそうした配慮の対象となるかについてシンガーは、『動物の解放』の中で (食べるものに関して)「ひとつの境界線にすべての人が賛成するわけではないことは認めよう」と言いつつ「もし線引きをするとすれば、小えびとカキのあいだのどこかで線をひくのが一番妥当であろう」と述べている。
同じく功利主義者であるジェレミー・ベンサムと同様、動物を苦しめずに殺すことは問題にならないという立場である。人間などの高等な生物は生活計画を持ち、それを殺して妨げるのは不正だが、そういったものを持たない生物を苦しめずに殺すのは不正ではないとしている。

### 権利論
人間に対しては不可侵の権利を認めることが国際人権法や医療倫理等で基礎になっている。功利主義はその考えから人権の不可侵性を認めず、著名なロールズの「正義論」は功利主義へのこうした批判も著す1つの動機となった。一方動物に対しては多くの人を救うためには1頭のヒヒを殺してもいいといった考えがあり、このような見解をロバート・ノージックは「動物には功利主義、人にはカント主義」と表現した。フランシオーン等多くの動物の権利論者は動物も自己を持っているのだから人格として認め、不可侵の権利を認めるべきだと主張する。これに対し動物の権利論に反対する者は、人格は複雑なもので動物には持ちえないと主張することを試みるが、動物も認知能力や道徳能力を持っていたり、限界事例が存在したりする等問題がある。人間が不可侵な人格を持つ理由を、能力に関わらず単に人であるからとすることが最後の防衛線になっているが、これは種差別そのものである。権利の前提は、生存権であり、権利の条件は「心があること」であるという指摘がある。なお、人格中心主義では、自己意識が生存権を与えるとされる。

#### レーガンの権利論
レーガンの権利論はカントによる義務論の延長線上にあるもので、功利主義を含む帰結主義とは哲学上、対立する立場にある。レーガンはカントが唱えた「人格の尊重の義務」という原理を修正し、「人格」に変わって「生の主体 (subject of life)」という概念を打ち出した。カントは道徳行為ができる者を「人格」の条件としたが、レーガンは道徳行為ができる者 (moral agents) と道徳行為を受ける者 (moral patients) を配慮の対象となる条件とし、道徳行為ができるかどうかということではないとした。幼児や極端な精神障害者などは、道徳行為ができる者ではないが、道徳的配慮を受けるべき存在である。同様に動物についても生の主体であれば道徳的配慮を受けるべきであり、権利を持つ存在であるということになる。生の主体となる基準は固有の価値 (inherent value) を持つかによって決まり、レーガンは少なくとも1歳以上の正常な哺乳類であれば条件を満たすであろうと述べているが、レーガンの権利論そのものから具体的な判断を導きだすのは困難であり、その基準は必ずしも明確なものであるとは言えない。

#### フランシオンの廃止論
法律学者のゲイリー・フランシオン (Gary L. Francione) は、動物の権利哲学における廃止論的アプローチ (Abolitionism (animal rights)) のパイオニアであり、動物が人間の「所有物」であるという考え方をやめることによってでしか、動物の利用（毛皮、実験、畜産その他）や虐待はなくならない、と主張する。人間は所有物扱いされないのだから、種差別にならないためには、動物も所有物扱いすべきではないと主張する。動物実験や畜産における動物たちの状況を改善するための動物福祉路線の法規制に関しては、動物を利用することに対して口実を与え、現状を長引かさせるだけのものであるとして批判的立場をとり、人間の奴隷制度の例になぞらえて、「囚われている動物の状態を"よくする"動物の福祉の運動では動物の解放はありえない」と主張する。また、個人的なレベルで実行することができるとの理由で、動物を利用することを生活から排除する「倫理的ヴィーガニズム」思想の教育が重要だとする。すなわち、ヴィーガニズムとは動物を商品として扱うことの拒絶であり、それによって動物の固有の価値を認めることが「動物の権利」の実現につながるとの立場である。
フランシオンの廃止論は、権利論に含まれるものとも考えられるが「人間の『所有物』とならないことこそが『動物の権利』である」と、権利の意味を限定したところが、トム・レーガンらの権利論とは異なる。レーガンはこうした廃止論者たちの主張を「彼らが望んでいるのは『今より大きな檻』ではなく『空っぽの檻』である」と表現している
。また、フランシオンは、レーガンが生の主体に限定することに反対し、情感を持てば十分であり、人間よりも動物を優先して助けても構わないとしている。さらに、動物が財産扱いされない権利は平等な配慮の原則から導かれ、レーガンのような複雑な議論は不要であり、動物の道徳的重要性を指摘する理論なら全て組み込まれるべきであり、レーガンもシンガーも同じ結論に至るべきであると指摘する。
今いる家畜化された種を根絶させるべきだという考えは、廃止・根絶論的立場の特徴である。
しかし、同じく動物の権利論者で動物の搾取に反対の立場であるスー・ドナルドソンらは、
- 人間は動物と生きるのが自然
- 人間と動物の関係遮断を主張する廃止論的立場は動物愛好者を動物の権利運動に大いに同調させうるものではない
- これまでの動物の権利論は、動物の生息地を尊重すべきという積極的義務や家畜動物に対する関係的義務にほとんど言及していない

等の理由から伝統的な廃絶論では不十分であると指摘している。彼女らは、動物の権利運動を成功させるためにも、伝統的な廃絶論を拡張させ、人間と動物の関係性の可能性を探求し、シティズンシップ、デニズンシップ、主権の概念を応用した理論を提唱した。

### 功利主義と権利論の対比
帰結主義のひとつである功利主義においては、行為の結果が重要視されるのに対し、権利論（義務論）においては結果は問題とならない。動物実験の例で言うと、権利論においては動物が生の主体と認められる限り実験に使用することは（実験の有用性を問題にしないので）一切、認められない。一方、功利主義では動物がこうむる苦痛の総和と、人間が受ける恩恵の総和の比較において、動物実験が正当化される場合がある可能性を否定しない。しかし、現実の動物実験に対しては正当化される条件を満たす場合は極めてまれであるとし、事実上の全廃に近い要請をしている。肉食を廃止すべきであるという点でも、両者はほぼ一致している。動物の権利（解放）論としての功利主義と権利論は、道徳理論という点では大きく異なるが、目指すものという点だけを見れば、大きな違いは見いだせない。
シンガーをはじめとし、R.M.ヘア、ジョン・ロールズ、ロバート・ノージック、ゲイリー・フランシオン、ジェームズ・レイチェルズ、マーサ・ヌスバウム、クリスティン・コースガード、ロザリンド・ハートハウス、ネル・ノディングズなど、現代の代表的な倫理学者は理論的方向性は異なるものの、動物が直接の配慮の対象となるべきであるという点では一致している。

### 野生動物の権利
P．シンガーは、自然介入の複雑さをもとに、動物の殺害や残虐行為を止めれば十分で、野生動物は放っておくべきである、としている。レーガンは不正義を防ぐ義務は不運を予防する義務より重いため、人間は狩猟してはならないが、自然が原因の苦痛などから野生動物を保護する必要はなく、放っておけばいい、としている。フランシオンも同様に、アメリカの法律が傷病者の救護義務を一般人に課さないように、野生動物を助ける必要はなく放っておけばいい、としている。
スー・ドナルドソンらは、先住民族の土地をヨーロッパ人が植民地支配したのは不正であるという例を引き合いに出し、野生動物は領内で社会を作る利益を持ち、侵略者から彼らを保護するために主権を認めるのは有効であると指摘している。野生動物に主権を認めることは、①人間の居住地の拡大は許されず、②生態系を破壊するような開発から人間と野生動物の双方に利益があるような持続可能な開発へとシフトすることを意味するものの、個別の窮状におかれた個体の支援とは矛盾しないと述べている。なお、外来種の移送については、動物の権利を侵害するため、禁じるべきであるとしている。
ジェフ・マクマハンは、人間の野生動物への悪影響が既にあるので、野生動物の苦痛を減らす介入をするべきだとしている。

#### 境界動物の権利
スー・ドナルドソンらは、家畜動物でも野生動物でもない中間的な、人間との生活に適応してきたような、ネズミやツバメ等の動物を境界動物としている。
デュネイヤーは、このような動物を人間から保護される必要があるとし、スー・ドナルドソンらは、デュネイヤーは伝統的な動物の権利論者の非介入原理を境界動物にも適用することを期待していると指摘している。
スー・ドナルドソンらは、境界動物は別の場所にいるべき者ではなくその場にいるべき者で、追放措置は不正であるものの家畜化することも不正であり、デニズンシップを与えるべきであるとしている。

## 動物の権利と社会

### 動物の権利と人間
動物の権利運動家の多くは、この運動が性差別や人種差別に反対する運動の延長線上にあると考えている。アメリカのハーバード大で心理学を教えているスティーブン・ピンカーは「動物の権利の承認は、動物に代わって物申す人間が共感と理性と他の権利革命からの刺激に突き動かされて進めてきた。」と述べている。
人権を守るために非暴力的な抗議行動を行ったことで歴史上有名なマハトマ・ガンディーは「国家の偉大さや道徳的な進化の度合いはその国が動物をどのように扱っているかで判断できる」、「私の心の内では子羊の命の貴重さは人間の命の貴重さにいささかも劣るものではない」とのべている。ジョージ・バーナード・ショーは、「人間が動物の殺害を繰り返す限り、この地上で戦争が消えることはない。」と述べ、レオ・トルストイは「屠殺場がなくならない限り、戦争もなくならない。」と述べている。
実際、人々が動物を食べない食事に切り替える理由のひとつは、本来なら他の人たちのために使うことのできる資源を家畜が消費してしまうからというものである。たとえば、まるまると太った牛を育てるために穀物を育てるかわりにその穀物を第三世界の子供たちに送ることができる。
日本の環境省は「命あるものである動物に対してやさしい眼差しを向けることができるような態度なくして、社会における生命尊重、友愛及び平和の情操の涵養を図ることは困難である。」と指摘している。
また、権利を人間だけに限定しようとすることは、動物と同様に多くの人が権利を剥奪されることにつながるため、人権を弱め不安定にさせたり、人と動物を差別するほど移民の人間性を奪う傾向があり、種差別をなくしていくことは人間同士の平等を深化させるのに役立つという指摘がある。
社会通念上、動物に不必要な危害を加えてはならないとされているが、動物利用のほとんどは、単なる習慣・伝統・娯楽・快楽のために行われている。

### 動物の権利と文化
動物の権利の普遍化は、西洋文化の押しつけではないかという指摘がある。これは、人権、特に女性の権利も、社会的な生活様式や宗教上の理由で国際的な人権規範に調印する段階で多くの国が保留しており、類似性がある。人権をある社会が認めるかどうかは、彼らの多様な道徳的な考えのうちでどれが説得的であるかの判断によって決められ、共有された価値を強制でない合意へと導くことなのであり、動物の権利にもこれがあてはまる。
人間の文化の多くは動物を殺すことを悲劇的だとみなしていることはあらゆる証拠から認められる。多くの地中海文明では生贄以外の肉を消費することはタブーであり、神が生贄を要求したとして罪悪感を減らし、生贄の肉の一部を消費した。この罪の転嫁と軽減の実行は伝統的な狩猟社会で今も実行されている。
往々にして支配階級は、動物や女性、子供への暴力等から守ることを権力の正当化に利用してきた。人間同士の不正義を正当化するために持ち出されたもので、これらの正当化に騙されないようにするためには、動物の権利の普遍性を明確にし、首尾一貫性と透明性を保障することである。
このように、動物の権利の考えはすべての社会にとって道徳的資源からアクセス可能である。権利は法律で定められていなくても道徳的に認められる場合があり、この道徳的権利は法的権利に対し指針を与える。

#### 捕鯨
動物の権利の団体（厳密には動物福祉団体）である国際人道協会 (HSI: Humane Society International) が、日本が南極海近くのオーストラリア領海で毎年続けている、ミンククジラの調査捕鯨について、日本の捕鯨会社による違法な捕鯨であり、禁止するようにオーストラリアの連邦裁判所に訴えていた問題で、2006年7月14日、同裁判所は全員一致で受理した。
捕鯨は文化なので守らなければならないとする主張もあるが、伝統的には日本の捕鯨された鯨への感謝や供養が見られ、当時は食糧確保が難しかったことを鑑みると、これは動物の権利思想に近いとする指摘がある。

### 動物の権利とホロコースト
2003年にPETAは「あなたの皿の上のホロコースト」と題した巡業展示会を行った。この展示では強制収容所におけるユダヤ人のイメージと、殺され虐待される動物たちのイメージを重ね合わせている。この展示ではPETAの会長であるイングリッド・ニューカーク (Ingrid Newkirk) の次のような言葉が紹介されている。「強制収容所では600万人ものユダヤ人が死にました。しかし、今年60億羽のブロイラーが屠殺場で死んでいきます」
アメリカ、ウイスコンシン州の動物の権利運動家の企画「The National Primate Research Exhibition Hall」においては、その企画自体をアウシュビッツのホロコースト記念館になぞらえ、展示の中でホロコーストとの比喩を行っている。2001年には動物の権利のサイトのmeat.org で「ホロコーストの犠牲者たち」と紹介した動物の写真により構成された「動物のホロコースト」と題したセクションを設けた。シアトルの「The Northwest Animal Rights Network」は、ホロコーストの犠牲者の裸の死体が列んでいる写真と一緒に死んだ牛の写真を列べ、中央に大きな鉤十字を配した広告を配布した。
名誉毀損防止同盟 (ADL) は、動物の権利の運動にホロコーストの比喩を使うのは「600万人のユダヤ人の殺害を矮小化するもの」であるとして批判した。PETAの会長、イングリッド・ニューカークはこの運動がある人々を傷つけることになってしまったとして謝罪の意を表明した：「これは決して我々が意図したことではないが、大変申し訳なく思う」と。
ユダヤ人のノーベル賞受賞者アイザック・バシェヴィス・シンガーは「動物にとって、毎日はトレブリンカだ」と述べた。
なお、ナチスによるホロコーストと動物の虐殺を同一視する歴史家やホロコースト研究家には、チャールズ・パターソンがいる。

### 問題
環境問題に関する著作を持つロバート・ビディノットは1992年のNortheastern Association of Fish and Wildlife Agenciesでのスピーチにおいて次の様に述べた：「動物の権利を厳格に尊重するなら、野生の捕食動物から人間の利害を守ろうとする行為も禁止される。人間の損害は許容可能なものであるが、動物の受ける損害は許容できるものではない。したがって必然的に、ビーバーは川の流れを変えても良いが人間はそうしてはいけない。蝉は何百マイルもの樹木をなくしても良いが人間にそれは許されない。ピューマは羊や鶏を食べても良いが人間には許されない」

#### 救命ボート問題
もし救命ボートが転覆して人間の赤ん坊と犬のどちらか一方しか助けられないとしたらどうするかと聞かれて、PETA（動物の倫理的扱いを求める人々の会）のアウトリーチ・コーディネーター、スーザン・リッチは「はっきりとは分からない…赤ん坊を助けるかもしれないし犬の方を助けるかもしれない」と答えた。動物の権利哲学者のトム・レーガンは、たとえ犠牲になる犬の数が何匹であろうが、赤ん坊の方を助けるべきだと述べた。これはカント以来の伝統的な義務論の延長上に権利論を展開した、レーガンの立場を示すものと言える。一方で、廃止論的動物の権利の法律学者ゲイリー・フランシオンは、仮に赤ん坊を助けたとしてその犬の方を置き去りにしたとしても、人間以外の動物の搾取や虐待は正当化されるものではないとした。同様に、動物の権利活動家のラリー・カイザーは「私たちが直面しているのは、そうした緊急事態ではない。私たちは赤ん坊と犬の両方を助けることができる」とし、こうした設問自体が意味のあるものではないと述べている。
救命ボートの問題に対して、ロールズが「正義の情況」と呼んでいるような、一定の情況下でしか正義は適用されないという指摘がある。この状況は、自分の危険をさらさずに互いの権利を尊重するのが可能な時だけ、正義の義務を負うというものである。救命ボートの問題は正義の情況での尊重すべき権利について何も示唆しないというのである。今の社会では正義の情況が成立することがほとんどであり、極限状況を誇張すべきではない。動物が襲ってくる等、正当防衛が成り立つような正義の情況でない状況は、減らすべきである。

#### 動物の権利と医療
動物の権利運動家に対する批判の一つに、動物実験等で動物の犠牲を伴う医療を動物の権利運動家は利用すべきではないというものがある。この批判に対し、肉食や装飾品等とは違い医療には代替がなく、また、健康になって動物実験のいらない医学を推進するためにも、動物の権利運動家が医療を利用するのは矛盾していないという指摘がある。
また、人体実験については、医学的知見は倫理に適った範囲内で進歩するべきであると認識されており、なされるはずだった科学的進歩について、懸念することはい。動物実験も数十年後には、人体実験と同じように認識されるだろう、という指摘がある。これは、人権と動物の権利の不可侵性を示している。

### 市民意識
2023年の国内消費者意識調査によると、最も意識が高かった項目は「動植物であっても、人間と同様に存在する権利があると思う(平均点5.27、標準偏差1.27)」であり、最も低かったのは「人間には動物を利用する権利があると思う(平均点3.78、標準偏差1.29)」であった。

## アニマル・ライツ運動に関する出来事

### 問題点
FBIによると、動物解放戦線 (ALF: Animal Liberation Front) 及び地球解放戦線 (ELF: Earth Liberation Front) による暴力行為によるアメリカ合衆国内の被害数及び損害額は、1996年以来600件以上、合計43,000,000ドル以上に上る。
- AMP (Americans for Medical Progress) ホームページ掲載資料「アニマルライツの暴力」より

これにより、FBIは上記2団体をテロリストと認定し、動物の権利活動家の不法行為を「内なるテロ」と呼んでいる。
- FBI報告書「TERRORISM2000/2001」より

日本の近世（明治以降）における動物愛護の流れについて伊勢田哲治は、特に欧米から移入された動物観が日本国内の動物観のバックボーンとなったと指摘している。
欧米圏外の研究者の間では、これらを研究を遂行する上での障害であり、「弾力的な運用」として軽視することこそが利に適うことであると主張する向きもある。またイスラーム圏においての動物観は、いわゆる西洋の動物愛護思想とは異なることも指摘されている。
さらに、西洋において動物を扱う際の責任と虐待に対する否定的な見方は、キリスト教的価値観。すなわち造物主という絶対的存在の下で人間が活動を行っているとの文化的バックボーンによって成立しており、これにはユダヤ人の屠殺行為の蔑視と否定が含まれているとの指摘もある。

### 日本での問題点
1980年12月、日本の壱岐(長崎県)では「グリーンピース財団」（米国ハワイ）の活動家が、駆除のために捕獲したイルカを逃がした威力業務妨害で有罪となったが、裁判で活動家は「イルカのほうが、壱岐の漁民よりも、ブリを餌とする権利がある」と主張し、ブリ猟師の生活権よりもイルカの先住権を優先した。前述の通り動物の権利とは動物に人間と同等の権利を訴えるものであり、この事件を取材した川端裕人は漁業者が同意できるかは兎も角、動物の権利擁護の範疇では極めて正論であると評価している。なお、この事件は国際的な注目を集め、以後、日本の捕鯨・イルカ漁批判の端緒になった。

### 大型類人猿
大型類人猿（オランウータン、ゴリラ、チンパンジー、ボノボ）については、人間に近い精神構造、複雑なコミュニケーション技術や社会構成、そして、人の言語を理解しうる能力があることが証明されてきたという背景などから、特に積極的に権利を与えようという動きが活発化した。
1994年、大型類人猿に対し、具体的な法的権利を保証することを目的とし、霊長類学者、人類学者、倫理学者などから構成される国際組織、グレート・エイプ・プロジェクト (Great Ape Project-GAP) が設立された。
1999年10月7日、ニュージーランドの国会で大型類人猿の法的権利を認める法案が成立した。これにより「その種自身にとって利益がある」と認められない限り、大型類人猿を研究、実験、教育の場で使用することはできなくなった。これは動物の権利が実際に立法化された例であると言える。

### 闘牛
スペインでの闘牛は2000年代に入り、動物愛護団体からの強い批判にもさらされ、衰退する傾向にある。2007年8月に国営放送が闘牛の生放送を中止し、2011年にはスペイン全土で闘牛のテレビ中継が終了した。1991年にカナリア諸島で初の「闘牛禁止法」が成立。2010年7月28日にはスペイン本土のカタルーニャ州で本土としては初の闘牛禁止法が成立し、2012年から州内での闘牛が禁止されることになった。これを受けて、州都バルセロナで2011年9月25日に行われた興行がカタルーニャ州では最後の闘牛となった。ただし、カタルーニャでの闘牛禁止の背景には単なる動物愛護だけではなく、独自の文化や言語を持つカタルーニャの地域主義の要素が大きいとの見方もある。

### 化粧品のための動物実験の規制
欧州連合 (EU) は2004年、化粧品の完成品を使った動物実験を禁止。2009年には原料の動物実験と、動物実験をした商品や原料の輸入、販売も禁止した。

### 畜産
海外では畜産に反対するデモが開かれ、日本でもPETAが日本の畜産施設の実態を告発し、畜産に反対する運動や主張を行っている。

## ユネスコの宣言
インターネット上では「1978年10月15日、パリのユネスコ本部ビルで『動物権利世界宣言(Déclaration universelle des droits de l'animal)』が採択された。」といった内容が流布しているが、タイトルからしてユネスコの宣言のような印象を与えているだけで事実ではない。
2005年にユネスコ総会で採択された『生命倫理と人権に関する世界宣言』の第17条「環境、生物圏及び生物多様性の保護」には「人類とその他の生命体との相互関係、生物及び遺伝資源の適切な利用機会の提供及び使用の重要性、伝統的知識の尊重、並びに環境、生物圏及び生物多様性の保護における人間の役割について、十分な考慮を払う。」と記されている。